# یامان‌لی (توفان بی‌لی)
یامان‌لی (به ترکی استانبولی: Yamanlı) یک منطقهٔ مسکونی در ترکیه است که در توفانبیلی واقع شده‌است.